# Pačarađe
Pačarađe (cyr. Пачарађе) – wieś w Czarnogórze, w gminie Cetynia. W 2003 roku liczyła 4 mieszkańców.